# Allegany County, Maryland
Allegany County är ett administrativt område i delstaten Maryland, USA, med 75 087 invånare (2010). Den administrativa huvudorten (county seat) är Cumberland.

## Geografi
Enligt United States Census Bureau har countyt en total area på 1 113 km². 1 102 km² av den arean är land och 11 km²  är vatten.

### Angränsande countyn
- Somerset County, Pennsylvania - nordväst
- Bedford County, Pennsylvania - nord
- Fulton County, Pennsylvania - nordöst
- Washington County - öst
- Morgan County, West Virginia - sydöst
- Hampshire County, West Virginia - syd
- Mineral County, West Virginia - sydväst
- Garrett County, Maryland - väst

### Orter
- Barton
- Cumberland (huvudort)
- Frostburg
- Lonaconing
- Luke
- Midland
- Westernport